# Мане, Сюзанна
Сюза́нна Мане́ (фр. Suzanne Manet, урождённая Леенхофф; 30 октября 1829, Делфт — 8 марта 1906, Париж) — пианистка, жена и модель художника Эдуара Мане.

## Биография
Когда Сюзанна Леенхофф была ребёнком, её семья переехала в Цальтбоммель. Её отец служил музыкантом в церкви. Из записок А. ван Анроя следует, что летом 1845 года по дороге из Бонна в Лондон Ференц Лист зашёл в дом Леенхоффов, услышав игру отца Сюзанны на карильоне. При этом он был так восхищён игрой Сюзанны на фортепиано, что посоветовал ей продолжить музыкальное образование в Париже. По словам Анроя, он рекомендовал ей преподавателя и нашёл учеников, чтобы Сюзанна могла зарабатывать себе на жизнь.
С 1849 года среди учеников Сюзанны были Эжен Мане (1833—1892) и Гюстав Мане (1835—1884) — младшие братья Эдуара Мане. 19 января 1852 года у Сюзанны родился сын Леон Леенхофф. Сюзанна записала отцом ребёнка некого Коэла, о котором более ничего не известно. Эдуар Мане стал крёстным отцом мальчика. Многие авторы предполагали, что отцом ребёнка являлся на самом деле он. Новые исследования указывают в качестве отца Огюста Мане, отца Эдуара Мане. Сюзанна и Леон жили под одной крышей с братьями Сюзанны — скульптором Фердинандом Леенхоффом и художником Рудольфом Леенхоффом — и бабушкой Сюзанны. Недалеко жила также её сестра Матильда, бывшая замужем за скульптором Жозе Меццара.
Когда началась связь между Эдуаром Мане и Сюзанной Леенхофф, которую Мане годами скрывал, осталось неизвестным. Он женился на Сюзанне 28 октября 1863 года, через год после смерти своего отца. Удивлённый Шарль Бодлер так писал в октябре 1863 года одному другу: «Мане только что поделился со мной удивительной новостью. Сегодня вечером он едет в Голландию, чтобы вернуться назад со своей женой. … она, по рассказам, красива, очень обходительна и прекрасная пианистка.»
Сюзанна Мане жила вместе с Эдуаром Мане, его матерью и сыном Леоном под одной крышей. Леон был, однако, представлен семье художника и парижскому обществу как младший брат Сюзанны. Она устраивала еженедельные салоны и была замечательной пианисткой. Её любимыми композиторами были Роберт Шуманн, Бетховен и Рихард Вагнер.
После смерти Эдуара Мане в 1883 году Сюзанна жила в доме двоюродного брата Жюля де Йоя в Женвилье, потом в Асниере и наконец со своим сыном на улице Сан-Доминик 94 в Париже. Из-за финансовых сложностей она была вынуждена постепенно продавать полотна своего мужа. Чтобы оставить хоть что-то на память, она заказывала копии некоторых полотен, которые после её смерти появились на рынке в качестве оригиналов.

## Галерея
Сюзанна Мане изображена на многих полотнах своего мужа, в том числе на следующих шедеврах:

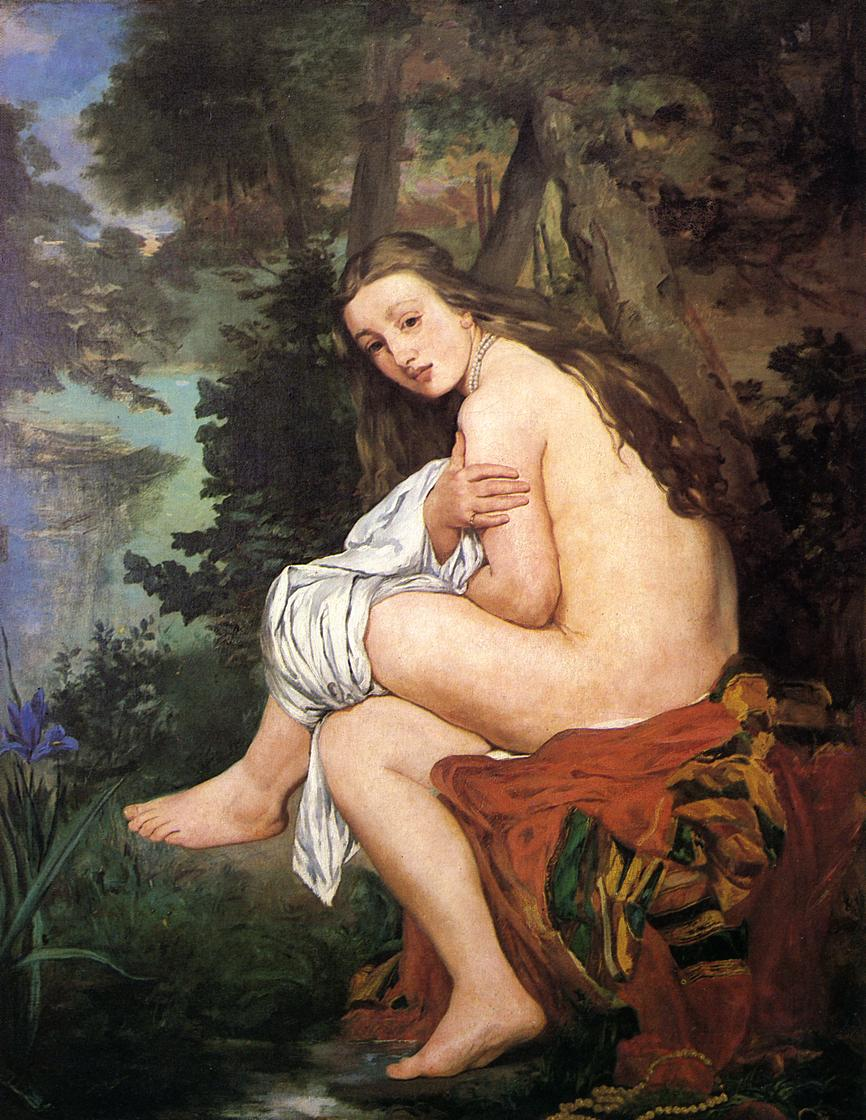
Испуганная нимфа, 1859-1861, Национальный музей изящных искусств (Буэнос-Айрес)
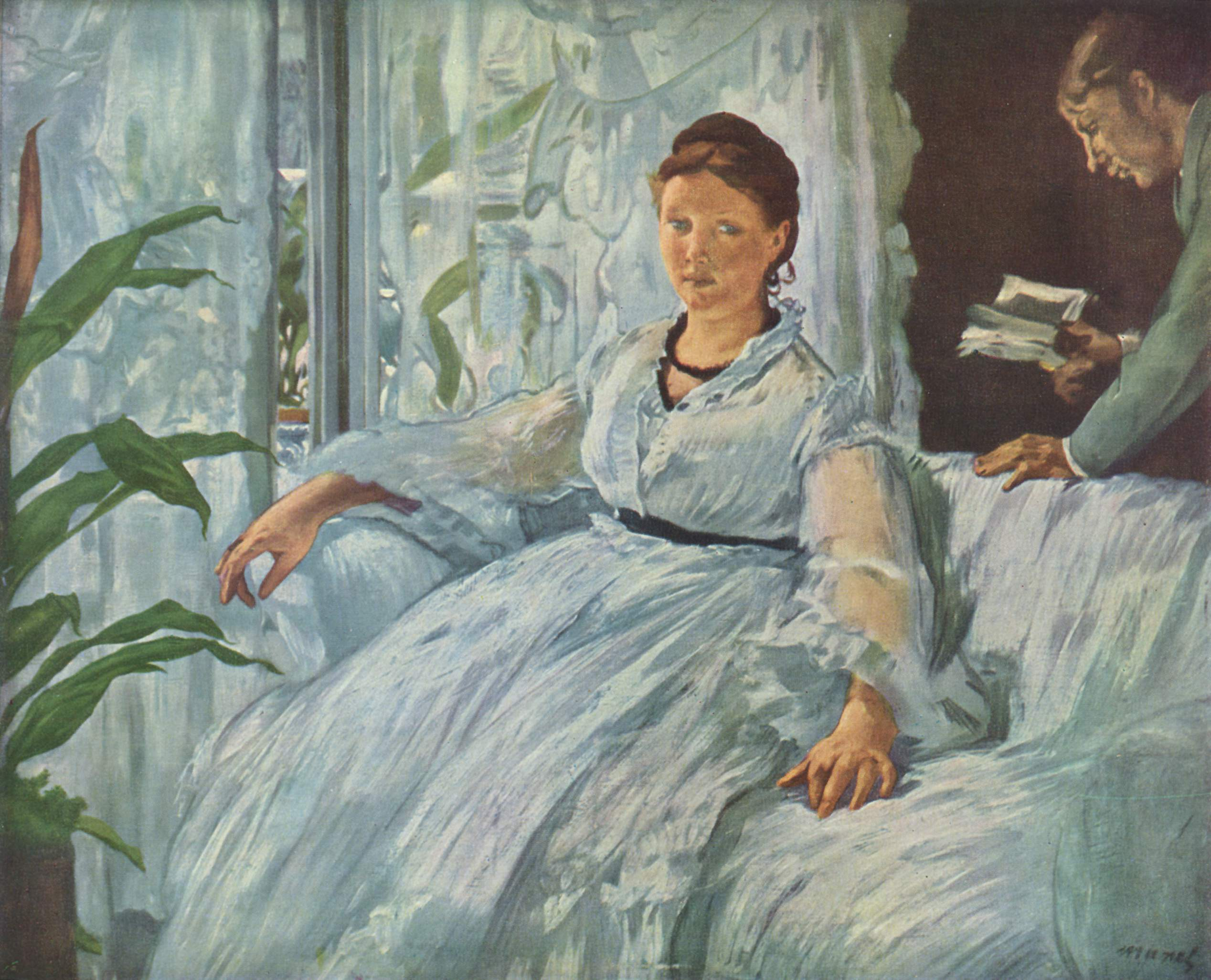
Чтение, 1868, музей Орсе, Париж
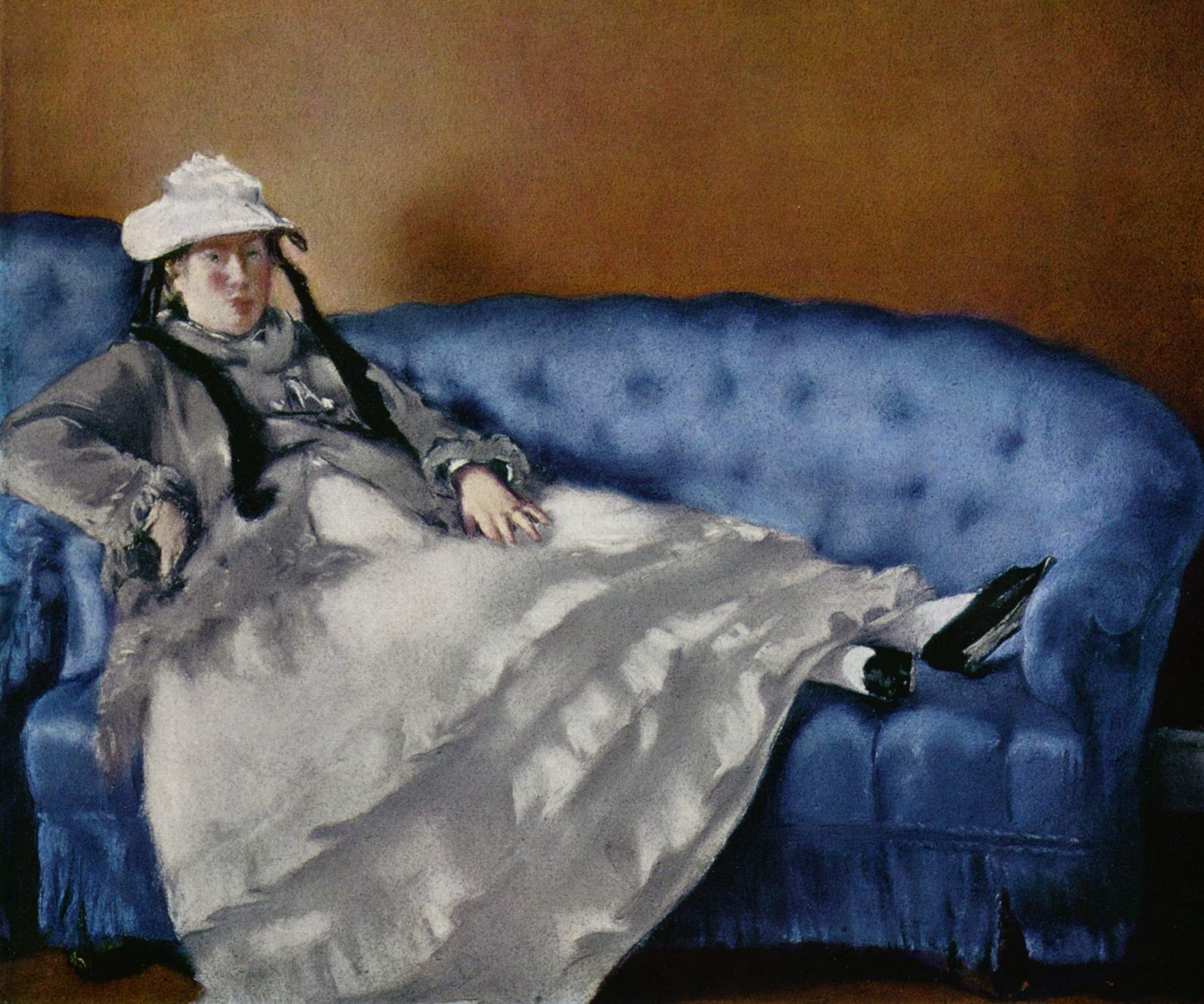
Мадам Мане на синей софе, 1874, музей Орсе, Париж
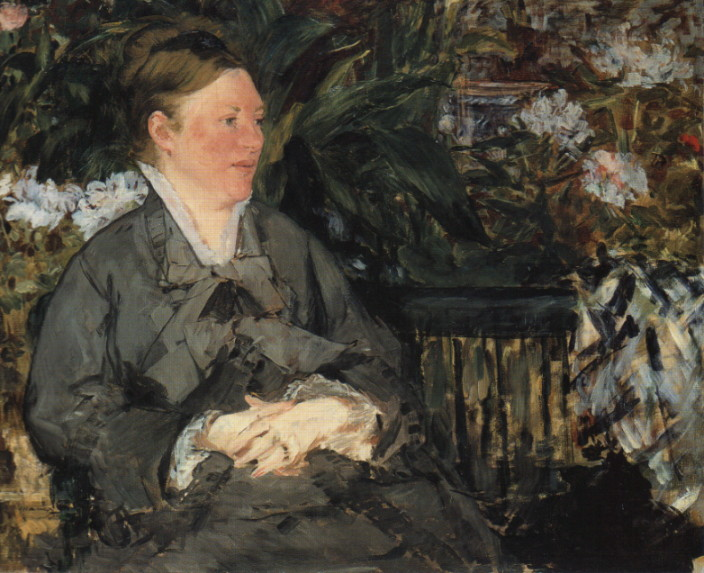
Мадам Мане в оранжерее, 1879, Национальная галерея, Осло